# Farkas Sándor (katonatiszt)
Vitéz boldogfai Farkas Sándor József (Andráshida, Zala vármegye, 1880. szeptember 16. – Zalaegerszeg, 1946. január 11.) császári és királyi ezredes, az Osztrák Császári Vaskorona-rend lovagja, 1935 és 1939 között Zala vármegye Vitézi Rend székkapitánya, a Zala megyei Országos Nemzetvédelmi bizottság parancsnoka.

## Élete

### Családja és származása

A boldogfai Farkas család címere.

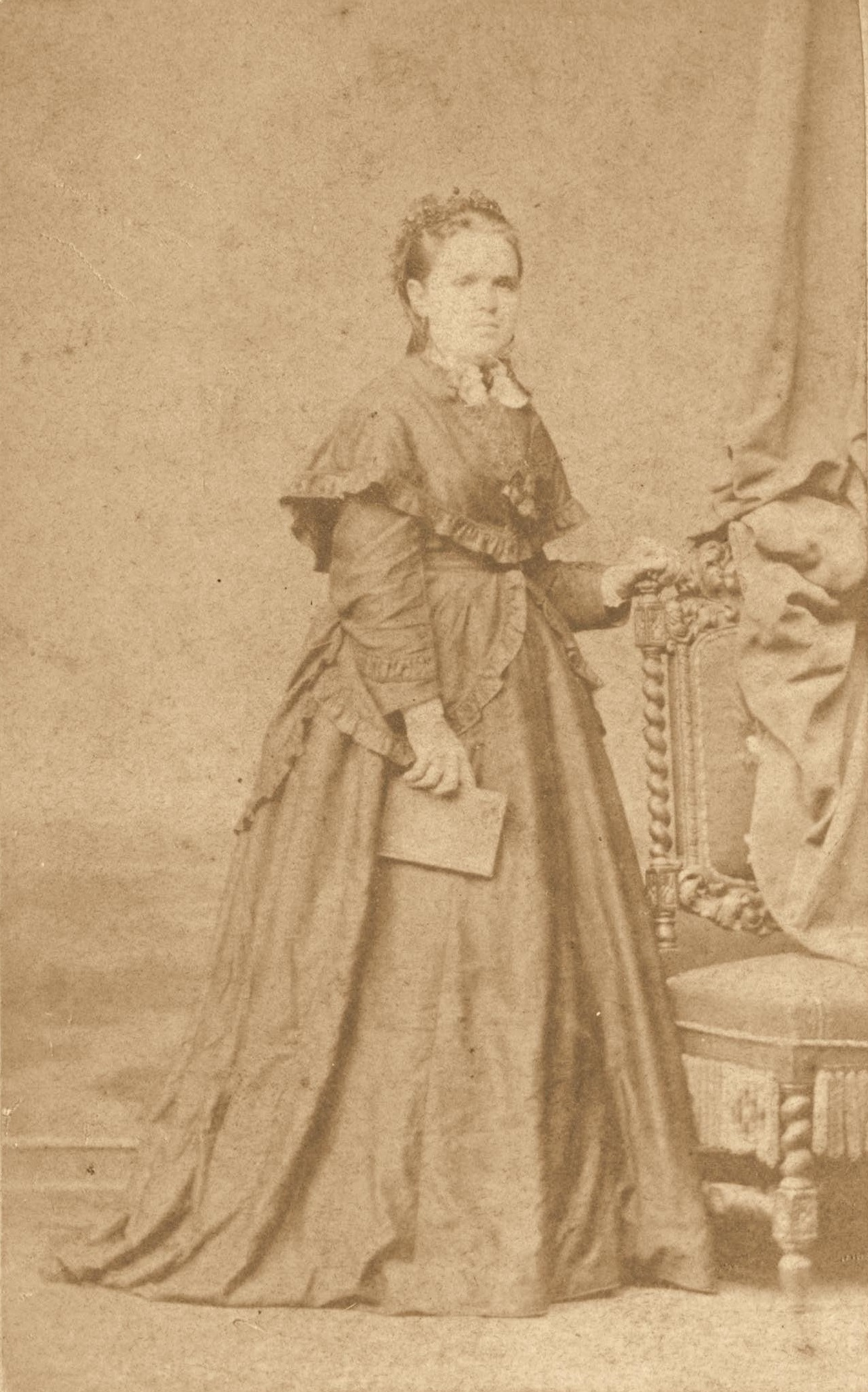
Boldogfai Farkas Ferencné nemesnépi Marton Zsófia (1842-1900), földbirtokos asszony, vitéz boldogfai Farkas Sándor ezredes édesanyja.

A Zala vármegyei nemesi származású boldogfai Farkas család sarjaként született 1880-ban Andráshidán. Édesapja boldogfai Farkas Ferenc (1838–1908), Zala vármegye számvevője, valamint pénzügyi számellenőre, földbirtokos, Zala vármegyei bizottsági tag, a "Zalavármegyei Gazdasági Egyesületnek" a tagja, a zalamegyei Függetlenségi és Negyvennyolcas Párt tagja és lelkes támogatója,  anyja, a zalai nemesi nemesnépi Marton család sarja, nemesnépi Marton Zsófia (1842–1900) asszony volt. Anyai nagyszülei nemesnépi Marton József (1797–1858), táblabíró, a zalaegerszegi, majd a zalalövői járás alszolgabírája, andráshidai földbirtokos, és verbói Szluha Rozália (1816–1883) voltak. Apai nagyszülei, boldogfai Farkas Ferenc (1779–1844), jogász, Zala vármegye táblabírája, földbirtokos, és Joó Borbála (1811–1881) asszony voltak. Nagyapjának a fivére, boldogfai Farkas János Nepomuk (1774–1847), Zala vármegye helyettes alispánja, táblabíró, földbirtokos volt. Keresztszülei strauszenberghi Strausz Sándor (1831–1922), nagylengyeli földbirtokos, járásbírói aljegyző, esküdt, a "Zalamegyei Gazdasági Egyesület" tagja, és felesége, boldogfai Farkas Krisztina (1837–1883) voltak. Farkas Sándor édestestvérei boldogfai dr. Farkas István (1875–1921) Sümeg főszolgabírája, boldogfai Farkas Lajos (1878–1930), gróf Festetics Jenő (1852–1933) csáktornyai uradalmi ispánja, és Fangler Béláné boldogfai Farkas Zsófia (1884–1948) úrnő voltak; egyik féltestvére az anyja első férjétől való nemesvitai Viosz Ferenc (1861–1918), jogász, a nagykanizsai járás főszolgabírája, földbirtokos, a másik féltestvére nemesvitai Viosz Mária (1863-1935) úrnő, akinek a férje boldogfai Farkas Imre (1860-1895), hagyárosi földbirtokos volt. Az apai nagynénjei: boldogfai Farkas Franciska (1840–1872), akinek a férje tóthfalusi Tóth Benedek (1825–1883) jogász, ügyvéd, 1848-as főhadnagy, földbirtokos, valamint boldogfai Farkas Krisztina (1837–1883), akinek a férje strausszenbergi Strausz Sándor (1831–1922), Zala vármegyei bizottsági tag, zalai esküdt, körjegyző, a zalamegyei gazdakör tagja, nagylengyeli földbirtokos.

### Tanulmányai és katonai szolgálat
1894-től 1900-ig a soproni főgymnasium és bölcsészet-theologiai főiskolában végezte az alaptanulmányait; azután katonai pályára lépett és mint tényleges tiszt szolgált a hadseregben, részt vett az első világháborúban. 1903-ban az egyéni önkéntesi iskolát Székesfehérvárott „jó eredménnyel” végezte és ugyanott tette le a tartalékos tiszti vizsgát is. Hosszú évekig a nagykanizsai 20.-ik Báró Szurmay Sándor honvéd gyalogezrednél szolgált; 1904 és 1919 között a nagykanizsai 20. honvéd gyalogezrednél volt. 1904. november 1-jén Farkas Sándort tartalékos hadapród tiszthelyettest hadnaggyá léptették elő. 1905-ben a Pécsen felállított gyalogtiszti lovagló tanfolyamot végezte. 1910. [május 1-jén Farkas Sándor hadnagyot, a nagykanizsai 20 honvéd gyalogezrednél, főhadnaggyá léptették elő.
1914-ben részt vett a lengyel Kostkówra intézett támadásnál; 1914. november 2.-án Farkas Sándor főhadnagy megsebesült a csatatéren. 1915. január 1-én Farkas főhadnagyot századossá léptették elő. Farkas Sándor százados parancsnoksága alatt 1915. december 6-án megérkezett ezredünkhöz a XVI. menetzászlóalj, állománya 7 tiszt (jelölt), 674 ember volt. Minden zászlóalj egy-egy menetszázadot kapott. Farkas százados a 8. század parancsnokságot vette át. 1916. június 27-én a II. zászlóalj egyik fele az 5. és 6. század Skvór százados alatt mint hadosztálytartalék a Janowkára vezető úton helyezkedett el, a másik két század és fél géppuskásosztag az ezredálláspontjához ment mint ezredtartalék. Ennek a csoportnak a parancsnoka Farkas Sándor százados volt. 1915-ben a (bronz Signum Laudis) kardokkal, majd 1916-ban a III. osztályú Katonai Érdemkereszt hadidiszitménnyel és kardokkal tüntették ki. 1917. november 28-án a 3. osztályú Osztrák Császári Vaskorona-rendet a hadidiszitménnyel és a kardokat díjmentesen adományozták meg a 313. honvéd gyalogezrednél beosztott 20. honvéd gyalogezredbeli Farkas Sándor századosnak.
A Székesfehérváron állományozó Farkas Sándor őrnagyot 1925-ben a kormányzó vitézzé avatta. 1926-tól a Magyar királyi 2 honvéd vonatosztag parancsnokságnak a parancsnoka vitéz Farkas Sándor volt. 1927. május 1-jén a székesfehérvári vonatcsapatnál szolgáló vitéz Farkas Sándor őrnagyot alezredessé létették elő.

### Társadalmi szerepe Zalában
1935-ben, 55 évesen nyugdíjba helyezték Boldogfai Farkas Sándor ezredest; ekkortáj vitéz Békéssy Rudolf (1883–1972) nyugalmazott alezredes a zalai vitézek székkapitánya helyébe lépett amikor a Zala megyei Vitézi Rend Szék Kapitánysága vezetésével bízták meg. 1936-ban vitéz boldogfai Farkas Sándor megkapta a "Magyar érdemrend" tiszti keresztet. 1937 szeptemberében Farkas Sándor a vitézi rend székkapitánya, felavatta a nemesapáti hősi emlékművet, Brand Sándor zalai alispánnal, dr. Skublics Ödön a járás főszolgabírájával együtt. 1938 júliusában, a világháború hősi halottai emlékszobrát leplezték le Badacsonytomajon. A jelenlevők között volt vitéz Farkas Sándor is. Farkas Sándor nevéhez fűződik öt bocföldei árva gyereknek építtetett ház, amely a Vitézi Rend finanszírozta és 1938 szeptemberében adták át. Farkas Sándor 1939-ig a zalai Vitézi Rend székkapitánya volt, amikor súlyos betegség miatt lemondott a tisztségéről; vitéz Székely Jenő nyugalmazott ezredest nevezték ki az új Zala vármegyei székkapitánnyá.
Farkas Sándor a jobboldali beállítottságú gróf széki Teleki Béla (1896-1969) Zala megyei főispán belső baráti köréhez tartozott. A Zalaegerszegi Baross Szövetség közgyűléséin keresztül a zalai „Baross Női Tábor” nevezetű egyesület létrehozását vitéz boldogfai Farkas Sándorné adorjánházi Csomasz Katalin úrnő lelkesen támogatta; végül 1940 májusában az asszony elnökletével jött létre. Farkas Sándorné egyben alelnöke, illetve az elnöke is volt az Országos Vörös Kereszt Egyesület zalai ágazatának, és kulcsfontosságú szerepet is töltött a zalaegerszegi Vörös Kereszt első házi ápolónői tanfolyam létrehozásában 1940-ben.
1941 végén iszkázi dr. Árvay László eljárást vezetett az izraelita származású zalaegerszegi úri kaszinó tagjai ellen. Felháborodásában, udvardi és básthi dr. Udvardy Jenő, a volt kaszinó elnöke, nem engedett megkülönböztetést tenni a kaszinó tagok között és azonnal a főispánhoz fordult; ez azonban hiábavaló volt. Habár sokan az izraelita származású tagok közül néhányat érdemeikre való tekintettel benn akartak hagyni, a többség leszavazta őket. Az aláírás gyűjtés során, Árvay László felkereste az összes kaszinó tagot, és mindegyiket, Farkas Sándort is beleértve, megkérte, hogy írja alá a kérvényt. Farkas Sándor a későbbi kihallgatása során azt indokolta, hogy felsőbb hatóságoktól jött utasítás arra vonatkozóan, hogy Zalaegerszegen is „kívánatos volna, hogy a nem keresztény tagjai a kaszinónak a helyzetét is letárgyalják”, és ezért írta alá a kérelmet. A tiltakozó Udvardy Jenőt gróf Teleki Béla zalai főispánt presszionálta, hogy az indítványt elfogadják, és azzal fenyegette, hogy ha a tárgyaláson elakadna, a kaszinót feloszlatná. Dr. Udvardy Jenő felesége boldogfai Farkas Margit (1885–1972), vitéz boldogfai Farkas Sándor unokahúga volt, és maga a kaszinó volt elnökének egy közeli barátja is volt. A későbbi, 1946-os nyomozások során megállapították, hogy Farkas Sándort sem német barátnak nem tekinthető, se antiszemita nyilatkozatai, se hasonló jellegű tevékenységei nem voltak az Árvay általi kaszinó indítvány aláírásán kívül.
1942-ben zsidó birtokot nem kért; 1943-ban egy Grünbaum-féle szőlőt odaítélték neki, azonban vitéz Farkas Sándor ezt elhárította magától, és 3 szegény vitéz javára lemondott róla (az 1946-ban zajlott alapos rendőrségi nyomozás szerint, Farkas Sándornak, semmi kapcsolata nem volt a Nemzeti Számkérő nyilas intézménnyel, sem a Szálasi-féle katonai puccsban nem vett részt, nem tett le esküt nekik). Teleki Béla főispán kérése után, boldogfai Farkas Sándor az Országos Nemzetvédelmi bizottságnak Zala megyei bizottság parancsnoka volt fél évig 1942-ben. Ennek a célja a feketepiac elleni egységes fellépés és a frontról hazajövő katonák visszairányítása volt. Később Teleki az O.N.B. vármegyei parancsnokságát ruházta rá. Ez ellen tiltakozott, mert mint nyugdíjas nem akart állást vállalni. Ebben a beosztásban különös szerepe nem volt, az ügydarabokat csupán érkeztette és megbeszélte a főispánnal. 
A háború után családjával együtt kitelepítették, vagyonától megfosztották, és halála előtt rendőrségi nyomozást indították ellene. Háborús bűn elkövetést nem találtak. 1946. január 11-én halt meg Zalaegerszegen nagy szegénységben. Bajtársai „vallásos”, „igazságos”, „szociális érzelmű és gondolkodású” embernek ismerték.

## Házassága és gyermekei
1920. február 22-én Veszprémben Farkas Sándor százados feleségül vette a római katolikus adorjánházi Csomasz Katalin Irén Julianna (*Veszprém, 1897. március 23. – †Cegléd, 1964. október 14.) kisasszonyt, akinek a szülei a református dr. adorjánházi Csomasz Béla (1865–1946), ügyvéd, veszprémi királyi törvényszéki aljegyző, a Veszprém vármegyei Függetlenségi és Negyvennyolcas Párt elnöke, és a római katolikus nemes Pap-Kovács Irén (1876–1939) asszony voltak. Az apai nagyszülei adorjánházi Csomasz Dénes (1837–1895) adóhivatali segéd, és Vargha Rozália (1844–1879) voltak. Az anyai nagyszülei nemes Pap Kovács Gyula (1847–1889) veszprémi járási szolgabíró, földbirtokos, valamint karácson- és az egyházasfalvi Töttössy Irén (1848–†?) voltak. A Pap másképp Kovács család 1681 június 19-én szerzett nemességet I. Lipót magyar királytól. Farkas Sándor és Csomasz Katalin esküvői tanúi udvardi és básthi dr. Udvardy Jenő (1880–1941), ügyvéd, Zala vármegye főügyésze, és Pap-Kovács Ferenc (1873–1931), tábornok, császári és királyi kamarás, voltak. Farkas Sándorné Csomasz Katalin egyetlenegy leánytestvére adorjánházi Csomasz Irén (1898–2001), akinek a férje dr. vitéz nagyalásonyi Barcza Ferenc (1887–1983), ügyvéd, közjegyző, hegymászó, BETE (Budapesti Egyetemi Turista Egyesület) tagja.
A két világháború közti korszakban vitéz boldogfai Farkas Sándor ezredesné adorjánházi Csomasz Katalin 1940. május 5.-étől a „Baross Női Tábor” zalai fiókjának az alapító elnök-asszonya, valamint 1940. február 17.-étől az "Országos Vörös Kereszt Egyesület" a Zala megyei fiókjának társelnöke is volt; A Magyar Vöröskereszt Egylet zalavármegyei választmánya 1941. június 28-án vitéz Farkas Sándorné Csomasz Katalint alelnöknek választotta. 1943. május 9-én a zalavármegyei Vöröskereszt Egylet tartotta évi közgyűlését, amelyen három évre megválasztották a választmány tisztikarát. Farkas Sándorné Csomasz Katalin a zalavármegyei Vöröskereszt Egylet női alelnöktársa lett. Vitéz Farkas Sándorné Csomasz Katalin úgyszintén aktív tagja is volt a Magyar Asszonyok Nemzeti Szövetségé-nek (MANSZ). Vitéz Boldogfai Farkas Sándor és Csomasz Katalin frigyéből két fiúgyermek született:
- boldogfai Farkas Balázs (Veszprém, 1921. január 6. – †Veszprém, 1921. január 14.).[37]
- vitéz boldogfai Farkas Lóránd (*Székesfehérvár, 1923. január 14. – †Wetzikon, Svájc, 1996. október).[38] Neje: Farkas Hermina (*Kisszentgrót, 1925. január 9. –†?).[39]
- boldogfai Farkas Tamás Imre (*Székesfehérvár, 1928. március 7. – † Budapest, 2009. november 13.). Felesége: técsői Móricz Éva (Budapest, 1931. május 29. – Lausanne, 2015. december 16.)

## Származása
| vitéz boldogfai Farkas Sándor József (*Andráshida, Zala vármegye, 1880. szeptember 16. – †Zalaegerszeg, 1946. január 11.) császári és királyi ezredes, az Osztrák Császári Vaskorona-rend lovagja, a Zala vármegye Vitézi Rend székkapitánya. | Apja: boldogfai Farkas Ferenc (*Boldogfa, Zala vármegye, 1838. szeptember 15. – †Zalaegerszeg, 1908. január 20.) Zala vármegye számvevője, pénzügyi számellenőre, földbirtokos. | Apai nagyapja: boldogfai Farkas Ferenc (*Boldogfa, 1779. május 16. – †Boldogfa, 1844. április 16.) jogász, táblabíró, az 1809.évi nemesi felkelés hadnagya, földbirtokos        | Apai nagyapai dédapja: boldogfai Farkas János (*Boldogfa, 1741. november 17. – †Zalaegerszeg, 1788. november 12.), Zala vm. főjegyzője, a Zala vm. Ítélőszék elnöke, táblabíró, jogász, földbirtokos (Szülei: boldogfai Farkas Ferenc, Zala megyei alispán, táblabíró, földbirtokos és barkóczi Rosty Anna)     |
| vitéz boldogfai Farkas Sándor József (*Andráshida, Zala vármegye, 1880. szeptember 16. – †Zalaegerszeg, 1946. január 11.) császári és királyi ezredes, az Osztrák Császári Vaskorona-rend lovagja, a Zala vármegye Vitézi Rend székkapitánya. | Apja: boldogfai Farkas Ferenc (*Boldogfa, Zala vármegye, 1838. szeptember 15. – †Zalaegerszeg, 1908. január 20.) Zala vármegye számvevője, pénzügyi számellenőre, földbirtokos. | Apai nagyapja: boldogfai Farkas Ferenc (*Boldogfa, 1779. május 16. – †Boldogfa, 1844. április 16.) jogász, táblabíró, az 1809.évi nemesi felkelés hadnagya, földbirtokos        | Apai nagyapai dédanyja: lovászi és szentmargithai Sümeghy Judit (*Alsóbagod, 1754. február 28.– †Alsóbagod, 1820. február 15.) (Szülei: nemes Sümeghy Ferenc, táblabíró, földbirtokos és pókafalvi Póka Marianna)                                                                                               |
| vitéz boldogfai Farkas Sándor József (*Andráshida, Zala vármegye, 1880. szeptember 16. – †Zalaegerszeg, 1946. január 11.) császári és királyi ezredes, az Osztrák Császári Vaskorona-rend lovagja, a Zala vármegye Vitézi Rend székkapitánya. | Apja: boldogfai Farkas Ferenc (*Boldogfa, Zala vármegye, 1838. szeptember 15. – †Zalaegerszeg, 1908. január 20.) Zala vármegye számvevője, pénzügyi számellenőre, földbirtokos. | Apai nagyanyja: Joó Borbála (*Perenye, 1817. február 1. – † Boldogfa, 1881. március 16.)                                                                                        | Apai nagyanyai dédapja: Joó János (*1781. – †Kőszegszerdahely, 1863. március 15.) szabómester (Szülei: Joó János és Bilits Anna) |
| vitéz boldogfai Farkas Sándor József (*Andráshida, Zala vármegye, 1880. szeptember 16. – †Zalaegerszeg, 1946. január 11.) császári és királyi ezredes, az Osztrák Császári Vaskorona-rend lovagja, a Zala vármegye Vitézi Rend székkapitánya. | Apja: boldogfai Farkas Ferenc (*Boldogfa, Zala vármegye, 1838. szeptember 15. – †Zalaegerszeg, 1908. január 20.) Zala vármegye számvevője, pénzügyi számellenőre, földbirtokos. | Apai nagyanyja: Joó Borbála (*Perenye, 1817. február 1. – † Boldogfa, 1881. március 16.)                                                                                        | Apai nagyanyai dédanyja: Lintner Ilona (*Perenye, 1794. április 9.– † Kőszegszerdahely, 1817. április 20.) (Szülei: Lintner József és Ferber Ilona) |
| vitéz boldogfai Farkas Sándor József (*Andráshida, Zala vármegye, 1880. szeptember 16. – †Zalaegerszeg, 1946. január 11.) császári és királyi ezredes, az Osztrák Császári Vaskorona-rend lovagja, a Zala vármegye Vitézi Rend székkapitánya. | Anyja: nemesnépi Marton Zsófia (*Nemesnép, 1842. augusztus 18. – †Andráshida, 1900. április 19.)                                                                                | Anyai nagyapja: nemesnépi Marton József (*Andráshida, 1797. április 5.- †Andráshida, 1858. július 16.) jogász, táblabíró, egerszegi, majd zalalövői alszolgabíró, földbirtokos. | Anyai nagyapai dédapja: nemesnépi Marton György (*Nemesnép 1767. június 16. – †Andráshida, 1843. április 1.) táblabíró, zalalövői alszolgabíró, az 1809.évi nemesi felkelés alhadnagya, földbirtokos. (Szülei: nemesnépi Marton György, táblabíró, zalalövői főszolgabíró, földbirtokos és boczföldi Visy Anna) |
| vitéz boldogfai Farkas Sándor József (*Andráshida, Zala vármegye, 1880. szeptember 16. – †Zalaegerszeg, 1946. január 11.) császári és királyi ezredes, az Osztrák Császári Vaskorona-rend lovagja, a Zala vármegye Vitézi Rend székkapitánya. | Anyja: nemesnépi Marton Zsófia (*Nemesnép, 1842. augusztus 18. – †Andráshida, 1900. április 19.)                                                                                | Anyai nagyapja: nemesnépi Marton József (*Andráshida, 1797. április 5.- †Andráshida, 1858. július 16.) jogász, táblabíró, egerszegi, majd zalalövői alszolgabíró, földbirtokos. | Anyai nagyapai dédanyja: petrikeresztúri Patay Rozália (*Söjtör, 1779– †Andráshida, 1845. január 5.) (Szülei: petrikeresztúri Patay László, földbirtokos és baranyavári Baranyay Anna) |
| vitéz boldogfai Farkas Sándor József (*Andráshida, Zala vármegye, 1880. szeptember 16. – †Zalaegerszeg, 1946. január 11.) császári és királyi ezredes, az Osztrák Császári Vaskorona-rend lovagja, a Zala vármegye Vitézi Rend székkapitánya. | Anyja: nemesnépi Marton Zsófia (*Nemesnép, 1842. augusztus 18. – †Andráshida, 1900. április 19.)                                                                                | Anyai nagyanyja: verbói Szluha Rozália (*Nemesnép, 1816. február 22.– †Andráshida, 1883. július 9.)                                                                             | Anyai nagyanyai dédapja: verbói Szluha János (*1789.– †Szentgyörgyvölgy, 1829. február 1.) seborvos, kisszegi földbirtokos |
| vitéz boldogfai Farkas Sándor József (*Andráshida, Zala vármegye, 1880. szeptember 16. – †Zalaegerszeg, 1946. január 11.) császári és királyi ezredes, az Osztrák Császári Vaskorona-rend lovagja, a Zala vármegye Vitézi Rend székkapitánya. | Anyja: nemesnépi Marton Zsófia (*Nemesnép, 1842. augusztus 18. – †Andráshida, 1900. április 19.)                                                                                | Anyai nagyanyja: verbói Szluha Rozália (*Nemesnép, 1816. február 22.– †Andráshida, 1883. július 9.)                                                                             | Anyai nagyanyai dédanyja: nemes Kováts Zsuzsanna (*1791.– †Szentgyörgyvölgy, 1847. május 26.) |